# Dilber Castillo
Dilber Castillo (San Lorenzo, Provincia de Esmeraldas, 16 de marzo de 1982). es un futbolista ecuatoriano.

## Trayectoria
Se inició como futbolista en el Delfín SC donde debutó con 18 años. En el 2003 fue prestado media año al Manta FC, luego retornó a Delfín SC. Luego pasó a clubes de primera como Deportivo Azogues en 2007, El Nacional en 2008 y Técnico Universitario en 2009. El 2010 regresa a Delfín SC y luego pasa Grecia de Chone. En el 2011 forma parte del Emelec. El 2012 fue al Club La Paz de Portoviejo, el 2013 a Anaconda FC de Orellana.

## Clubes
| Club                  | País    | Año       |
| --------------------- | ------- | --------- |
| Delfín SC             | Ecuador | 1999-2003 |
| Manta FC              | Ecuador | 2003      |
| Delfín SC             | Ecuador | 2004-2007 |
| Deportivo Azogues     | Ecuador | 2007      |
| El Nacional           | Ecuador | 2008      |
| Técnico Universitario | Ecuador | 2009      |
| Delfín SC             | Ecuador | 2010      |
| Grecia                | Ecuador | 2010      |
| Emelec                | Ecuador | 2011      |
| Club La Paz           | Ecuador | 2012      |
| Anaconda FC           | Ecuador | 2013      |